# Cirkeldiagram

Till vänster: Cirkeldiagram
Till höger: Samma information översatt till ett stapeldiagram

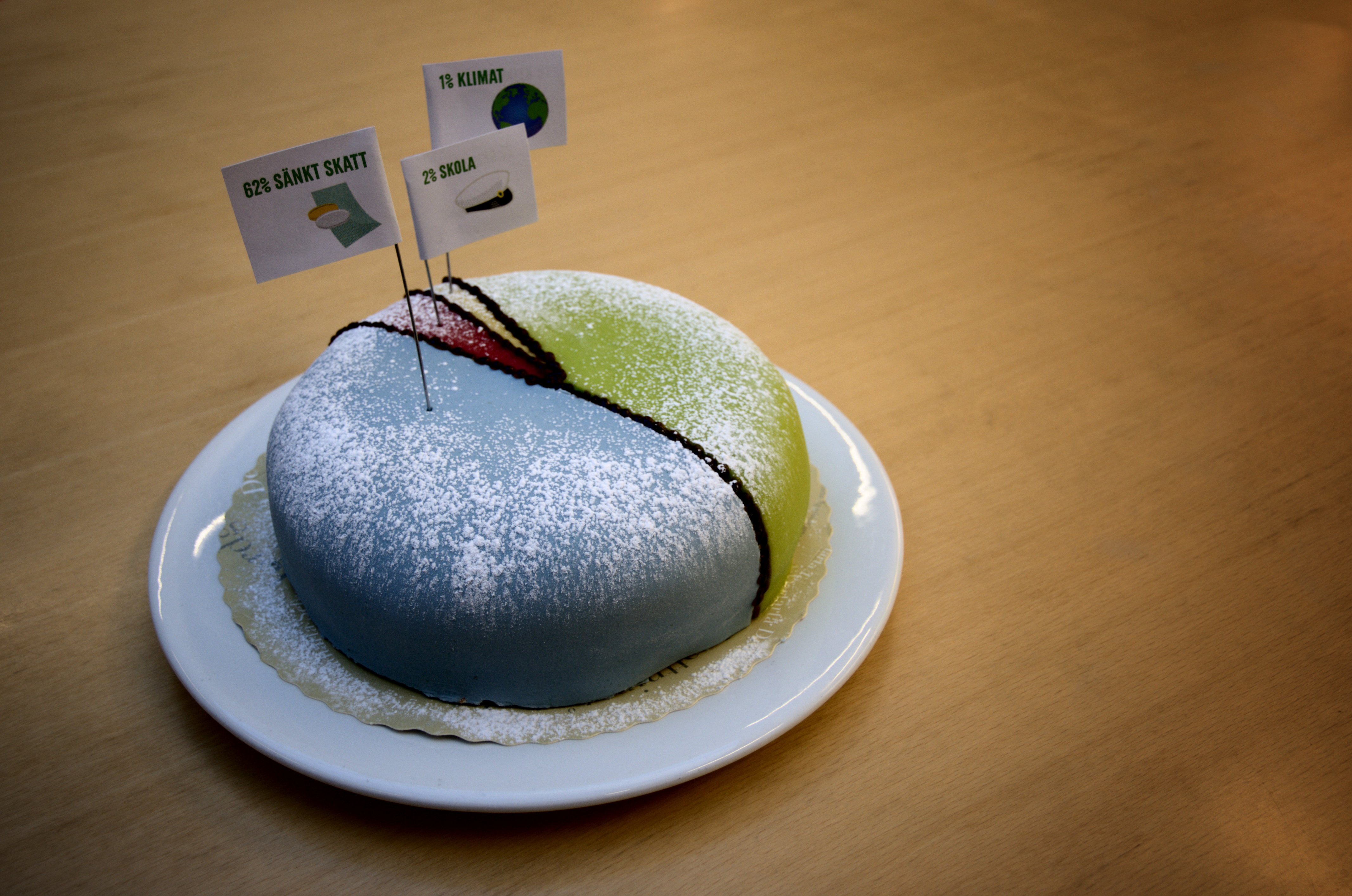
Ett tårtdiagram i form av en prinsesstårta. Miljöpartiets beskrivning av alliansregeringens användning av reformutrymmet 2012.

Cirkeldiagram, sektordiagram eller tårtdiagram är en diagramtyp som med cirkelsektorer visar andelar av totalmängd. Ofta med procentsatser eller annan mängdinformation inskriven.
Cirkeldiagram kan användas istället för stapeldiagram när det inte finns en tydlig ordning (först till sist) mellan värdena, eller när summan av värdena utgör en helhet, exempelvis 100 %. Ordet cirkeldiagram kommer av att diagrammet i sin helhet utgörs av en cirkel, medan ordet tårtdiagram kommer av att delmängderna avgränsas på samma sätt som man skär upp en tårta i bitar.